# Barão do Triunfo
Barão do Triunfo là một đô thị thuộc bang Rio Grande do Sul, Brasil. Đô thị này có diện tích 436,679 km², dân số năm 2007 là 6918 người, mật độ 15,84 người/km².